# Рейзен Марк Осипович
Марк Осипович Рейзен (21 червня 1895 — 25 листопада 1992) — радянський оперний співак (бас). Народний артист СРСР (1937), лауреат трьох Сталінських премій першого ступеня (1941, 1949, 1951).

## З життєпису

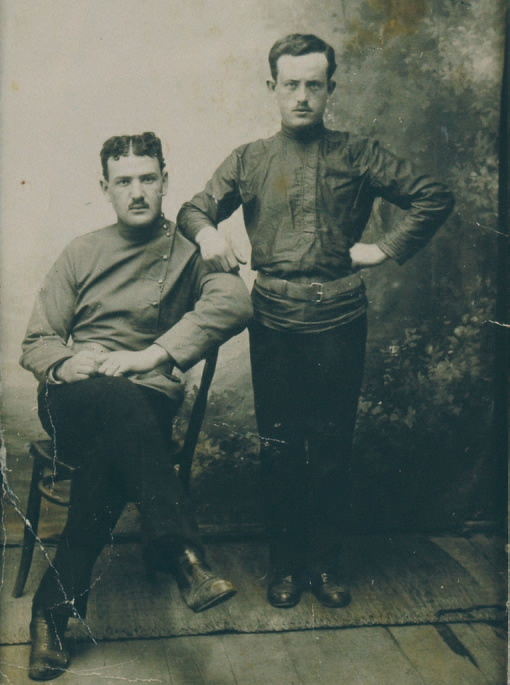
Марк Рейзен (зліва) під час Першої світової війни

Народився в єврейській родині в селі Зайцево Бахмутовського повіту (тепер — Донецька область). Під час Першої світової війни служив у Фінляндському стрілецькому полку, двічі поранений, нагороджений двома Георгіївськими хрестами IV ступеня. Після другого поранення й демобілізації в червні 1917 року поступив у Харківський технологічний інститут.
В 1917—1918 роках учився в Харківській консерваторії у Федеріко Бугамеллі. В 1921—1925 роках — соліст Харківського оперного театру. В 1925—1930 роках — соліст Ленінградського театру опери й балету імені Кірова, в 1930—1954 роках — соліст Большого театру. З 1954 року викладав у Музичному педагогічному інституті ім. Гнесіних. В 1965—1970 роках завідував кафедрою сольного співу Московської консерваторії. Для Марка Рейзена складали пісні знамениті радянські композитори, такі як Ісаак Дунаєвський, Дмитро Покрасс, Тихон Хрєнников й інші. Виступав до 1985 року.

## Фільмографія
- 1953 — Алеко